# 鄒奕孝
鄒奕孝（1728年—1793年），字念乔，江苏常州府金匮县人（今属无锡市）人。清朝政治人物。

## 生平
邹奕孝为状元邹忠倚玄孙，邹升恒之孙。乾隆二十二年（1757年）丁丑科一甲第三名进士，授翰林院编修，升侍读、国子监祭酒等职。乾隆五十三年（1788年），授礼部右侍郎，迁内阁学士，调工部，转左侍郎。后出督山东、福建学政。乾隆五十八年（1793年）因病卸職，不久即卒。